# 海班明
海班明（Benjamin Broomhall；1829年8月15日—1911年5月29日）是中国内地会总干事（1878-1895)，负责筹集资金、招募传教士前往中国，以及主编会刊《亿万华民》（China's Millions）。

## 生平
1829年8月15日，海班明出生于英格兰斯塔福德郡布拉德利（Bradley）,是查尔斯·布鲁姆霍尔和简·布鲁姆霍尔的长子。他是中国内地会创始人戴德生的童年好友，也是他的妹夫，娶了戴德生的妹妹戴贺美（Amelia）。海班明和戴贺美在1859年结婚，是伦敦貝斯沃特浸信会韦斯特本格罗夫教堂（Westbourne Grove Church）的教友，牧师是他们的朋友威廉·加勒特·刘易斯, 帮助戴德生出版《中国属灵需要的呼声》。
虽然海班明和戴贺美夫妇本人并未前往中国，却将他们十个孩子中的五个都送到中国传教，包括长女海帼德（Amelia Gertrude Broomhall），1884年来华，驻山西太原，1894年嫁给她父亲招募来的剑桥七杰之一何斯德（Dixon Edward Hoste），何斯德在1901年接替戴德生担任中国内地会总监；长子海国禄（Albert Hudson Broomhall），1884年来华，驻山西太原，1918-1934年任内地会司库，驻上海新闸路1531号中国内地会总部大楼，1934年在上海去世；四女海懿德（Edith Elizabeth Broomhall），1888年来华，驻山西太原，嫁给芮明哲（G Ritchie）；次子海思波（Marshall Broomhall）, 1890年来华，驻山西太原、洪洞，1900年回国任内地会干事27年，1937年在英国去世；四子海文启（Benjamin C. Broomhall），先后加入内地会来到中国。在出生于中国的第三代中，海国禄之女海宽爱(Mary Gertrude  Broomhall)，1921年返华，驻河北获鹿，1924年嫁给柯尽忠，驻河南开封，在烟台生下一子二女柯喜乐、柯赞美和柯荣耀；海国禄之女海宽厚(Edith. Marjory  Broomhall)1896年生于汉口，1924年返华，驻烟台；海文启之子海恒博(Alfred James Broomhall)1911年生于烟台，1938年返华，驻四川阆中，1951年底被驱逐出中国，1994年在英国去世。
海班明在有头衔者家中的早餐聚会上讲话，也在英国各地的集会上为内地会呼吁。当剑桥七杰被接纳为传教士候选人时，海班明在许多地方组织了大型告别集会，并出版了一本关于他们的书， "A Missionary Band"（1876年），售出了大约2万册，维多利亚女王也收到了一本。
海班明一度担任反奴隶制协会（Anti-slavery Association）干事，也是鸦片贸易的积极反对者，写了两本书来宣传禁止吸食鸦片。1888年，海班明成立基督教反鸦片协会并担任干事，主编禁毒期刊"National Righteousness"。他游说英国议会停止鸦片贸易。他和馬雅各（James Laidlaw Maxwell）在1888年伦敦传教会议和1910年爱丁堡传教会议上发声谴责鸦片贸易。海班明去世前，儿子海思波为他读《泰晤士报》上刊登的一个好消息，已经签署了一项协议，确保两年内结束鸦片贸易。海班明和戴贺美夫妇安葬在伦敦的阿布尼公园公墓（Abney Park Cemetery）。